# Jaime Velaz de Medrano y Barros, Marqués de Tabuérniga
Jaime José Ignacio Velaz de Medrano y Barros (Santa Eulalia de Gorgullos, Tordoya, 6 de febrero de 1693 - Pinto, diciembre de 1753) fue un militar, cortesano y destacado conspirador español durante el reinado de Felipe V e Isabel de Farnesio. Es conocido por protagonizar una intriga en 1730 en la que intentó involucrar el entonces príncipe Fernando para que abandonara España, viajara a Portugal y reclamase desde allí el trono con la ayuda de su suegro, Juan V, el rey luso.

## Nacimiento y ancestros
Jaime Velaz de Medrano fue bautizado el 6 de febrero de 1693 en la parroquia de Santa Eulalia de Gorgullos de Tordoya, en la comarca de Ordes, en el reino de Galicia. Sus padres eran Jaime Velaz de Medrano Hurtado de Mendoza, II marqués de Tabuérniga y Francisca de Barros y Guillamas quien pertenecía a una familia de la nobleza coruñesa pues eran señores del Temple y de Grajal. Jaime y Francisca mantuvieron amoríos durante una estancia en Galicia del primero. Sin embargo, nunca llegaron a desposarse.
Entre los ancestros directos de Velaz de Medrano estaban su abuelo, Antonio Velaz de Medrano, I marqués de Tabuérniga, quien desempeñó el cargo de gobernador de la plaza de Nioporte (Nieuwpoort) en Flandes y que protagonizó un sonoro escándalo en 1680 al intentar coronarse príncipe de la isla de Tobago; y su bisabuelo, Pedro Velaz de Medrano, destacado marino del reinado de Felipe IV que combatió en la batalla de las Dunas de 1639 y fue almirante de la Armada de Barlovento, pero que traicionó a la corona en 1648, pasándose a Francia, para cuyo rey realizó varias incursiones corsarias en el Caribe.

## Primeros años

### Crianza
Velaz de Medrano fue criado hasta los cinco años de edad en La Coruña, en la casa de sus abuelos maternos. A partir de esta edad fue reclamado por su padre y pasó a residir en la corte con él. Cuando aún no había cumplido los siete, su progenitor falleció en un accidente ahogado en el río Jarama. Pasó entonces a vivir con su tío Antonio, con quien residió hasta su ingreso en el ejército.

### Lucha por el título
La condición de hijo natural y la falta de un reconocimiento expreso por parte de su padre, el II marqués de Tabuérniga, generó notables problemas a Velaz de Medrano para conseguir heredar su título y posesiones. De hecho su tío fue reconocido como III marqués de Tabuérniga durante su minoría de edad. Con la mayoría de edad de Jaime se inició un largo pleito entre él y su prima, Andrea Narcisa, para conseguir el marquesado. Esta disputa acabaría resolviéndose a favor de la segunda, aunque el rey no quiso privar por completo a Jaime de sus privilegios y le permitió intitularse marqués de Tabuérniga “por su vida”, aunque sin ningún otro derecho asociado al título.

### Carrera militar
Para entonces, Velaz de Medrano había ingresado en el cuerpo de Guardias Españolas. Allí hizo su carrera militar llegando a una máxima graduación de Primer Teniente. En su seno participó en la Guerra de la Cuádruple Alianza, concretamente en las campañas de Cerdeña y Sicilia, aunque no se destacó en ninguna de las dos.

## La conspiración
Las ambiciones personales del marqués se habían visto frustradas tanto en lo familiar con el revés judicial sufrido ante su prima como en lo personal por la dificultad para seguir ascendiendo en el escalafón castrense. Sin embargo, su habilidad como cortesano le había granjeado contactos en el cuarto de los Príncipes de Asturias. Hombres destacados como Carlos Arizaga, teniente de ayo del príncipe. Aprovechando esta introducción y la presencia de la corte en Sevilla, etapa en la cual el rey Felipe V sufrió diversos trastornos que alentaron las intrigas, ideó un proyecto para convencer al príncipe Fernando de que huyese a Portugal para reclamar desde allí la abdicación de su padre, el rey Felipe V, con el apoyo de su suegro, el monarca luso. Para ello debía poner en manos de Su Alteza un cuaderno que había redactado el marqués con todo tipo de ideas subversivas contra los soberanos reinantes y reclamando la acción de Fernando. Su complot fue descubierto antes de que pudiera acceder a las habitaciones de este. Fue detenido y tras una entrevista con el ministro Patiño en la localidad de Gandul, remitido al castillo de Vélez-Málaga.

## Prisión en Vélez Málaga
Una vez encerrado en esta fortaleza, el marqués fue interrogado por Francisco Manuel de Herrera, una hechura de Patiño, con el fin de conocer si había otros cómplices. El reo no denunció a nadie, cargando en exclusiva con la culpa. Con todo, el examen de sus papeles dio como resultado la detención de otros dos personajes en calidad de cómplices. El primero de ellos fue un fraile carmelita, el general retirado Fray Pablo de la Concepción. Este religioso fue trasladado desde Bilbao a Granada, en donde padeció un duro encierro en la alcazaba de la Alhambra. Allí falleció en diciembre de 1734. El segundo detenido fue el célebre músico José de Nebra, quien fue puesto en arresto domiciliario, pena que solo se levantaría en 1737. La documentación no prueba de modo concluyente que ninguno de los dos estuviera al tanto de la tentativa del marqués.

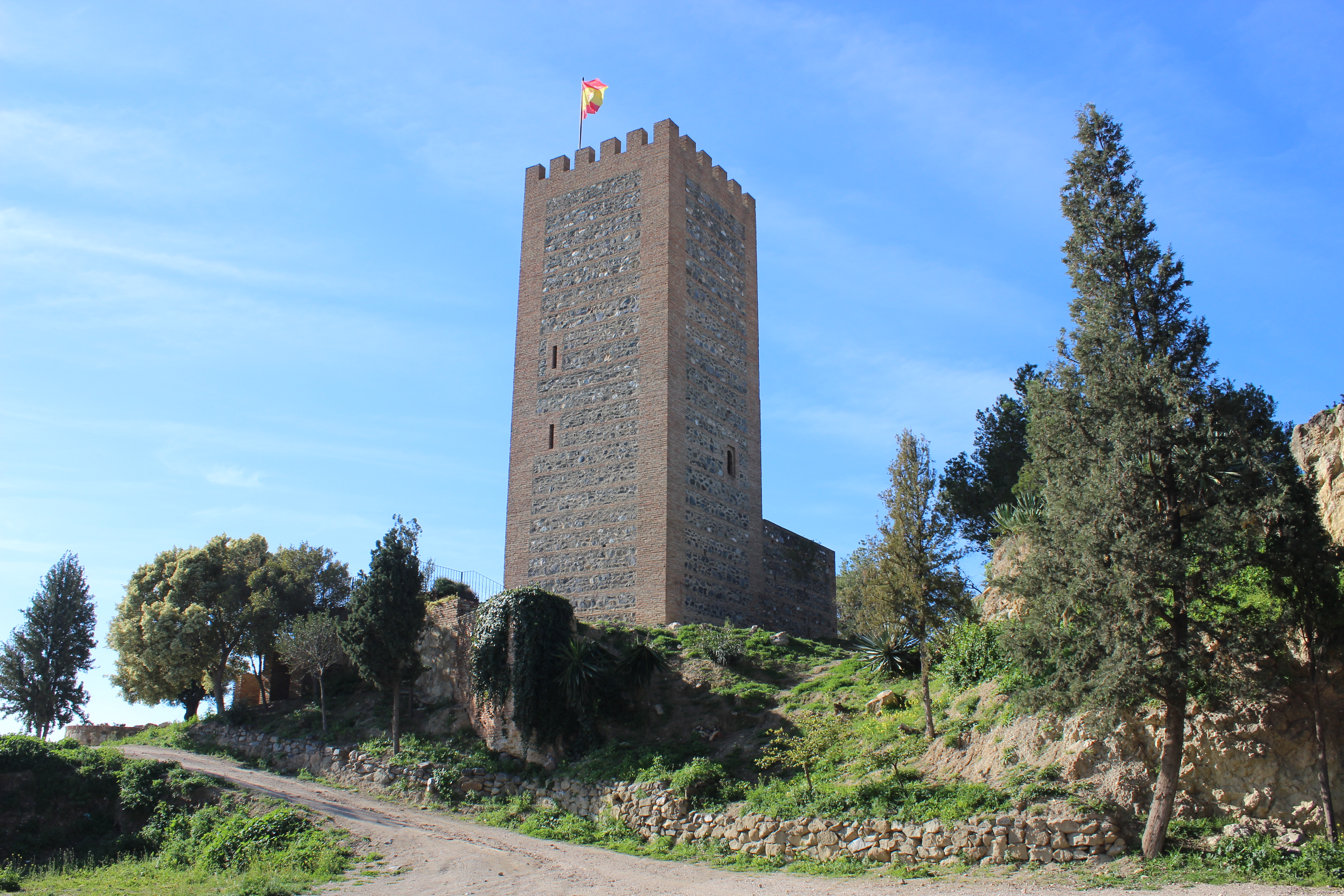
Restos de la fortaleza de Vélez-Málaga, lugar del encierro del marqués de Tabuérniga.

Por su parte Velaz de Medrano permaneció encerrado en Vélez-Málaga durante los siguientes 8 años. En el transcurso de este tiempo las estrictas condiciones del encierro se fueron relajando poco a poco. Ello le permitió hacer algunas salidas fuera del castillo y entablar relaciones con una de las hijas de los marqueses de Fuente el Sol, hasta llegar a prometerse con ella. Ante la negativa de los monarcas a dar su permiso para que se celebrase el matrimonio y el nuevo estrechamiento de las condiciones de su prisión, el marqués decidió fugarse.

## Exilio en Inglaterra
Esta fuga se produjo la noche del 29 de octubre de 1738. El marqués fue ayudado por su futuro cuñado, Pedro de Bracamonte, y conducido a Gibraltar. Unas semanas después el mismo Pedro llevó a su lado a Petronila de Bracamonte, su hermana, con el fin de formalizar la unión matrimonial proyectada. Curiosamente no era la hermana pactada, Ana, que había sido encerrada en un convento, pero Jaime era pragmático: “para la importancia de nuestro pundonor lo mismo era casarme con esta hermana que con la otra”. El enlace se celebró el 21 de noviembre.
Desde Gibraltar, la pareja viajó a Lisboa, donde el marqués solicitó el amparo del soberano luso, Juan V. Obtuvo una negativa rotunda, dado lo delicado de las relaciones entre ambas coronas. Ante el revés solo quedaba una solución: pedir asilo en el Reino Unido. Las circunstancias eran propicias ya que estaba a punto de estallar la Guerra del Asiento entre ambas naciones. Los ministros ingleses estarían encantados de oír cualquier cosa que Tabuérniga tuviera que contar.
Así, el matrimonio se instaló en Londres. El marqués demostró una habilidad sin par para manejarse en la complicada corte londinense. Por un lado se granjeó la protección del heredero de la corona, el Príncipe de Gales, de quien incluso obtuvo una pensión para mantenerse. Por otro, se dedicó al espionaje de su benefactor y de otros cortesanos, especialmente Milord Carteret, por cuenta del hombre fuerte del momento: el duque de Newcastle. Entre tanto intentaba ejercer el papel de mediador entre las dos coronas en pleno conflicto bélico, desempeñando algunos encargos que le llegaban de la corte española a través del embajador español en La Haya, el marqués de San Gil, con quien mantenía correspondencia en secreto.
En Londres nacerían sus cuatro hijos: Ana Catalina, Fernando, María Rafaela y Jorge. Fernando heredaría en 1786 los marquesados de Fuente el Sol, Cañete y Navamorcuende a la muerte de su tío carnal Agustín de Bracamonte. Los dos últimos llevaban asociada la grandeza de España.

## Regreso a España y muerte
El fallecimiento de Felipe V y el ascenso al trono de Fernando VI, la llegada de nuevos hombres fuertes al timón de la monarquía (Carvajal, Huéscar) y la perspectiva del final de la guerra alimentaron la esperanza del perdón y el regreso a la Península en la familia del marqués. En la corte londinense también se veía con buenos ojos su regreso. Con ese fin fue enviado a Lisboa a preparar el terreno al embajador Benjamin Keene con la intención de buscar un final negociado al conflicto. La tentativa fracasó y el marqués tuvo que retornar a Londres. Un año después, en 1748, la firma del Tratado de Aquisgrán desencadenaría los acontecimientos que provocarían la anhelada vuelta.
Tabuérniga, sin embargo, se vio decepcionado en sus expectativas. Ni los nuevos ministros, ni el soberano estaban dispuestos a colmar sus ambiciones, que pasaban por aquel entonces por una embajada destacada o un ministerio. Tan solo vio reconocida parte de la pensión que recibía en Inglaterra y tuvo que retirarse a las propiedades de su cuñado, el nuevo marqués de Fuente el Sol, Agustín de Bracamonte. Poco tiempo después, en diciembre de 1753, Jaime fallecía en la localidad de Pinto.